# 149
Het jaar 149 is het 49e jaar in de 2e eeuw volgens de christelijke jaartelling.

## Geboren
- Annia Aurelia Galeria Lucilla, keizerin en dochter van Marcus Aurelius (overleden 183)